# 4396 Gressmann
4396 Gressmann è un asteroide della fascia principale. Scoperto nel 1981, presenta un'orbita caratterizzata da un semiasse maggiore pari a 2,2192307 UA e da un'eccentricità di 0,1915317, inclinata di 3,75118° rispetto all'eclittica.